# Josef Michel
Josef Michel (* 28. März 1928 in Hamburg; † 25. März 2002 in Radolfzell) war ein deutscher Kirchenmusiker und Komponist.

## Leben
Michel studierte Kirchenmusik in Heidelberg. Erste Berufserfahrungen in Plankstadt und Schwetzingen. Von 1951 bis 1962 Kantor in Gaggenau. Von 1962 bis 1972 leitete er die Kirchenmusikabteilung der Orgelbaufirma Ahlborn in Heimerdingen. Von 1972 bis 1991 war er Musiklehrer und Bezirkskantor in Gaienhofen.
Sein kompositorisches Schaffen hat den Schwerpunkt bei gottesdienstlicher Chormusik (35 Motetten, Kantaten und Ähnliches). Mehr als 50 neue geistliche Lieder stammen von ihm, von denen einige auch Aufnahme in Gesangbücher verschiedener evangelischer Landeskirchen, sowie in Gesangbücher freikirchlicher, Schweizer und amerikanischer Kirchen gefunden haben. 
Sein „Gaienhofener Chorbuch“ erreichte große Auflagen und weite Verbreitung. Wissenschaftlich und musiktheoretisch hat er sich in über 60 Aufsätzen zu Fragen des neuen geistlichen Liedes, des Kirchenmusikerberufs und über Orgelfragen und Kirchenmusik beschäftigt.
Josef Michel ist ein Enkel des Schriftstellers Wilhelm Michel. Seine Großmutter Rosa Eva Michel, geb. Storck, heiratete nach ihrer Scheidung von Wilhelm Michel den Dichter Karl Schloß. Der Ehe entstammt die Schauspielerin Sybille Schloß. Josef Michel ist der Vater des Kirchenmusikers Johannes Matthias Michel, und von David Michel, Gründer und Inhaber vom Bodensee-Musikversand.

## Werke
- Ich will den Herren loben. Motette für achtstimmigen Doppelchor und einstimmigen Kinderchor, Hänssler, Stuttgart [sechziger Jahre].
- Neue geistliche Lieder, Hänssler, Stuttgart 1967
- Es ist ein köstlich Ding, 10 Motetten, Merseburger, Kassel 1972
- Gott, mein Ruhm, schweige nicht, Strube München 1974
- Gaienhofener Chorbuch, Strube, München 1978
- Umgang mit Orgeln, Das Musikinstrument, Frankfurt am Main 3/1978
- Der Weg der Kirchenmusik zwischen Tradition und Mode, Merseburger Kassel 1978
- Nun werden die Engel im Himmel singen, Strube München